# Initiative Neue Qualität der Arbeit

Logo der Initiative Neue Qualität der Arbeit (INQA)

Logo (Bildmarke) der Initiative Neue Qualität der Arbeit (INQA)

Die Initiative Neue Qualität der Arbeit (INQA) ist im Jahr 2002 als gemeinsame Initiative von Bund, Ländern, Sozialversicherungsträgern, Gewerkschaften, Stiftungen und Arbeitgebern gestartet und wird durch das Bundesministerium für Arbeit und Soziales gefördert. Die Initiative unterstützt Betriebe und Beschäftigte bei der (Weiter-)Entwicklung hin zu einer zukunftsfesten Unternehmenskultur, bei der der Mensch im Mittelpunkt steht.

## Geschichte
Im Kontext der Vorbereitungen der Agenda 2010 bestanden auf Seiten der deutschen Gewerkschaften und der SPD Bedenken, dass Konzepte zur Humanisierung der Arbeitswelt vollständig einem Shareholder-Value-Denken weichen würden, bei dem Arbeitnehmer auf ihre ökonomische Funktion als Kostenfaktor der Betriebe und als Träger von Humankapital reduziert würden. In diesem Kontext sowie im Kontext der sich abzeichnenden demografischen Alterung Deutschlands schlug der damalige Arbeitsminister Walter Riester vor, die Kategorie der guten Arbeit ins Zentrum politischer Überlegungen zu stellen. Von ihm wurde ein breiter Präventionsansatz in Form der Initiative Neue Qualität der Arbeit vorgeschlagen und durchgesetzt.
In der Anfangsphase der Initiative gab es einen starken Akzent auf den Bereichen Arbeitssicherheit und Arbeitsschutz.
Im März 2006 wurde auf Betreiben des BMAS und der INQA das gemeinnützige Netzwerk Das Demographie Netzwerk e. V. (ddn) gegründet, das den demographischen Wandel zum Thema hat.
Dem Einwand, wonach im Zuge der Finanz- und Wirtschaftskrise „unter dem alten Slogan »Hauptsache Arbeit« die Absenkung der Qualität der Arbeitsbedingungen zum Programm der Krisenabwälzung auf Kosten der Beschäftigten“ werde, begegnete 2009 Klaus Pickshaus, damals Leiter des Bereichs Gesundheitsschutz und Arbeitsgestaltung beim Vorstand der IG Metall, mit dem Argument, dass es gerade in Krisenzeiten wichtig sei, sich für „gute Arbeit“ einzusetzen. „[A]uch unter Krisendruck“ dürfe „das Thema der Qualität der Arbeits- und Leistungsbedingungen nicht verdrängt“ werden.
2016 bekräftigte die damalige Bundesarbeitsministerin Andrea Nahles, dass die INQA in der Tradition der Sozialen Marktwirtschaft stehe und bei allen Überlegungen der Mensch mit seinen konkreten Bedürfnissen im Mittelpunkt aller Überlegungen stehen müsse. Im November 2016 bekannten sich die in der INQA Kooperierenden zu den „Eckpfeiler[n] […] Sozialpartnerschaft, Mitbestimmung und Tarifautonomie.“
Seit 14. Mai 2020 hat die Initiative eine neue Internetpräsenz und ein neues Logo sowie eine neue Absendermarke (siehe Bilder).
Seit dem Jahr 2024 veröffentlicht die Initiative das Magazin "In Arbeit", beispielsweise zu Themen wie Weiterbildung im Betrieb oder Geflüchtete erfolgreich im Betrieb integrieren. Zudem hat sie ihr Angebot um Kurzchecks für Unternehmen (beispielsweise Onboarding neuer Mitarbeitender, Geflüchtete im Betrieb integrieren) ergänzt.

## Ziele & Angebote
Das Ziel der INQA ist es laut Eigenbeschreibung, den Wandel der Arbeitswelt zu begleiten. Dazu bietet die Initiative nach eigenen Angaben Beispiele aus der betrieblichen Praxis, Austauschmöglichkeiten, diverse Publikationen sowie Checks an, um den eigenen Betrieb analysieren zu können. Hinzu kommt ein Förderprogramm, das den Namen INQA-Coaching trägt: Unternehmen mit weniger als 250 Mitarbeitenden können sich die Kosten für einen autorisierten Coach zu 80 Prozent erstatten lassen.
Wesentliche Themenfelder, bei denen die INQA unterstützen will, sind laut Flyer:
- Arbeitsmodelle für die Zukunft gestalten
- Teams führen und motivieren
- Potenziale von vielfältigen Belegschaften nutzen
- Gesunde Arbeit sicherstellen und fördern
- Beschäftigten neue Kompetenzen näherbringen

Personalpolitische Handlungsfelder werden abgebildet durch Themenschwerpunkte Führung, Vielfalt, Gesundheit sowie Kompetenz.
Die damalige Arbeitsministerin Ursula von der Leyen stellte 2012 fest, dass „[i]nsbesondere in Zeiten des Fachkräftemangels und einer alternden Bevölkerung“ Arbeitgeber gefordert seien, „Fachkräfte an ihr Unternehmen zu binden und ein attraktives und gesundes Arbeitsumfeld zu schaffen“.

## Struktur
Das zentrale Entscheidungsgremium der INQA stellt ihr Steuerkreis dar; er ist paritätisch mit Vertretern der Wirtschaft und der Gewerkschaften besetzt. Auch die Bundesagentur für Arbeit, die Arbeits- und Sozialministerkonferenz und das Bundesministerium für Arbeit und Soziales, das die Initiative finanziell fördert, sind in ihm vertreten. Vier Botschafter bringen fachliche Expertise und den Blick aus der Praxis in das Gremium ein.

## Kritik
Die Bundestagsfraktion Bündnis 90/Die Grünen, die 2002 in der Regierungsverantwortung zu den Befürwortern der Gründung der INQA gehört hatte, kritisierte 2011 aus der Opposition heraus die damalige Praxis der INQA. Der Bundesregierung lägen keine umfassenden Kenntnisse über die Anzahl der alterns- und altersgerecht ausgestalteten Arbeitsplätze vor. Sie scheine, so die Grünen, die Realitäten in den Unternehmen nicht zu kennen. Auf die Frage, welche psychischen und physischen Belastungen im Erwerbsleben problematisch seien und eine längere Lebensarbeitszeit unmöglich machten, antwortete die Bundesregierung, dass Belastungen nicht per se als negativ zu bewerten seien und dass Belastungen auch „aktivierende und entwicklungsförderliche und damit positive Effekte bewirken“ könnten. Die INQA könne aber nur dann erfolgreich sein, wenn das Vorgehen der Akteure im Bereich Arbeitsschutz koordiniert und die Aktivitäten gebündelt würden. Es gebe „in Deutschland einen undurchschaubaren Dschungel an Projekten, Initiativen, Kampagnen und Kontaktpersonen“, wenn es um die Unterstützung bei der Ausgestaltung alterns- und altersgerechter Arbeitsbedingungen gehe. Viele Arbeitgeber seien damit überfordert.
Ebenfalls im Kontext der Politik der von der CDU/CSU-FDP geführten Bundesregierung ironisierte das Internetportal Heise 2012 das Wunschergebnis der Tätigkeit der INQA mit den Worten: „Wer eine halbwegs akzeptable Qualifikation mitbringt und das Glück hat, bis 67 arbeiten zu dürfen, wird sich die Jobs über kurz oder lang aussuchen dürfen, sein Gehalt mehr oder weniger selbst bestimmen, und während eines erfüllten Berufslebens in eine neue Dimension der Zufriedenheit vorstoßen“. Tatsächlich werde das INQA-Motto: „Wertschöpfung durch Wertschätzung“ insbesondere auf Beschäftigte unter 35 Jahren in der Praxis kaum angewandt.